# Gemeenteziekenhuis (Schiedam)
Het Gemeenteziekenhuis (in de 19de eeuw ook wel Stadsziekenhuis genoemd) is een voormalig ziekenhuis in Schiedam. Van 1839 tot 1919 was het gevestigd aan de Laan, in het centrum van de stad. In 1919 verhuisde het ziekenhuis naar de Nassaulaan in Schiedam-West. Dit pand bleef in gebruik tot 1969. Toen werd aan de Burgemeester Knappertlaan - op slechts enkele meters afstand van het oude - een nieuw gebouw geopend. In 1981 is het Gemeenteziekenhuis gefuseerd met het nabijgelegen Nolet Ziekenhuis tot het Schieland Ziekenhuis. Het gebouw aan de Burgemeester Knappertlaan heeft als Schieland Ziekenhuis tot eind 2008 dienstgedaan. Toen werd het Vlietland Ziekenhuis in gebruik genomen, een fusie van het Schieland Ziekenhuis in Schiedam en het Holyziekenhuis in Vlaardingen.